# Mikroregion Kahan
Mikroregion Kahan je dobrovolné sdružení obcí v západní části okresu Brno-venkov, jeho sídlem je obec Zastávka a jeho cílem je regionální rozvoj obecně, cestovní ruch, životní prostředí, odpadové hospodářství a kanalizace (ČOV).
Mikroregion Kahan byl založen v roce 2000, k 3. únoru 2017 sdružuje celkem 14 obcí.

## Obce sdružené v mikroregionu
- Babice u Rosic
- Kratochvilka
- Lukovany
- Neslovice
- Ostrovačice
- Příbram na Moravě
- Rosice
- Říčany
- Tetčice
- Újezd u Rosic
- Vysoké Popovice
- Zakřany
- Zastávka
- Zbýšov